# Hierodula transcaucasica
Hierodula transcaucasica Brunner von Wattenwyl, 1878 è un insetto mantoideo della famiglia Mantidae, distribuito nella regione caucasica. È la specie del genere Hierodula dall'areale più occidentale. La specie è abbastanza rara e localizzata.

## Descrizione
La forma del corpo è robusta, le tegmine presentano presso la costa un ocello bianco bordato di nero. La colorazione è verde morta. Il capo è largo e grande. Il pronoto è lungo e largo, con spesso margine. Gli arti anteriori all'interno presentano una colorazione gialla. Le ali e le tegmine sono molto sviluppate in entrambi i sessi, ma solo il maschio è capace di brevi voli. Le dimensioni si aggirano sui 50-60 mm per il maschio e poco più per la femmina.

## Biologia
La femmina depone ooteche tondeggianti, lunghe circa 2,5 cm o poco meno. Esse vengono deposte nella fine dell'autunno per poi schiudere nella primavera successiva. Le giovani neanidi sono di colore verde brillante con strisce brune, lunghe circa 10-12 mm. Esse impiegheranno fino a 3-4 mesi per diventare adulte, verso la metà dell'estate, per poi accoppiarsi.

## Distribuzione e habitat
La specie è distribuita prevalentemente in Armenia e Georgia.